# 1529
سنة 1529 م كانت سنة بسيطة تبدأ يوم الجمعة (الرابط يظهر نموذج التقويم الكامل للسنة) من التقويم اليولياني.

## أحداث
- 8 سبتمبر: تأسيس مدينة ماراكايبو وتقع حاليا في فنزويلا.
- بداية الحرب العدلية الحبشية في 1529 والتي انتهت في 1543.
- وقوع حملة البلقان بداية من 1529.
- مارس - معركة شيمبرا كور: الإمام أحمد بن إبراهيم الغازي، مع 200 رجل مسلحون ببنادق الفتبل، يهزم جيش دويت الثاني إمبراطور إثيوبيا.
- 19 أبريل - اجتماع شباير الثاني: مجموعة من الحكام (الألمانية: Fürst) والمدن المستقلة (الألمانية: Reichsstadt) يحتجون على إعادة مرسوم الديدان، بداية الحركة البروتستانتية.
- 22 أبريل - تقسم معاهدة سرقسطة نصف الكرة الشرقي بين الإمبراطوريتين الإسبانية والبرتغالية، وتنص على أن خط التقسيم يجب أن يقع 297.5 فرسخ أو 17 درجة شرق جزر الملوك.
- 10 مايو - الجيش العثماني في عهد سليمان القانوني يغادر القسطنطينية، لغزو المجر مرة أخرى.
- 23 سبتمبر - حصار فيينا: فيينا محاصرة من قبل القوات العثمانية لسليمان القانوني.
- 15 أكتوبر - تخلى سليمان عن حصار فيينا (نقطة تحول في الحروب العثمانية في أوروبا).

## مواليد
- 8 يناير - يوهان فريدرش الثاني، دوق ساكسونيا (ت 1595)
- 25 أبريل - فرانسيسكوس باتريكيوس، فيلسوف وعالم إيطالي (ت 1597)

## وفيات
- إنديا كاتالينا
- بالداساري كاستيليوني
- جوبان مصطفى باشا
- جيمس هاميلتون، إيرل أران الأول
- دومينغو ماركوس دوران
- كريشنادفاريا
- هلالي الجغتائي
- يانغ مينغ